# František Bublan

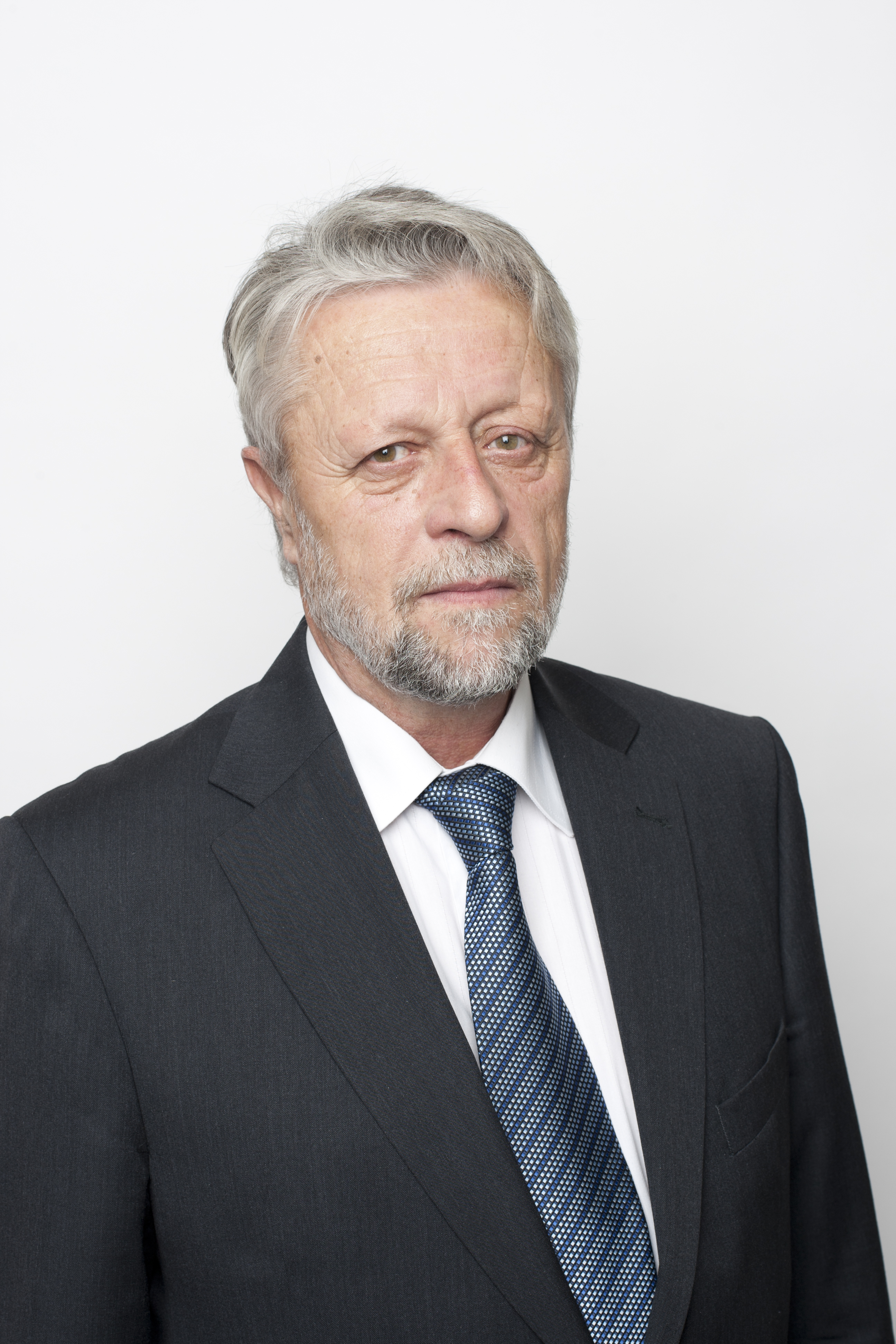
František Bublan (2012)

František Bublan (* 13. Januar 1951 in Třebíč) ist ein tschechischer Politiker, ehemaliger Direktor des Auslandsgeheimdiensts und Theologe. Von 2004 bis 2006 war er Innenminister der Tschechischen Republik.

## Leben
Nach dem Gymnasium in Třebíč begann Bublan ein Studium an der Landwirtschaftlichen Hochschule in Brünn. Nach zwei Jahren wechselte er jedoch nach Litoměřice an die katholisch-theologische Fakultät der Karls-Universität. Nach dem Abschluss 1976 war er als Geistlicher in  Mikulov und Břeclav tätig, bis ihm die staatliche Erlaubnis dazu entzogen wurde, da er die Charta 77 unterzeichnet hatte.
Nach der Samtenen Revolution arbeitete Bublan 1991 in dem neu gegründeten Föderalen Informationsdienst (FIS), der 1993 zum tschechischen Sicherheitsinformationsdienst (BIS) transformiert wurde. Nachdem Bublan dort ab 1997 eine leitende Funktion eingenommen hatte, war er von 2001 bis 2004 Direktor des Auslandsgeheimdiensts Úřad pro zahraniční styky a informace.
2004 wurde er als Parteiloser für die sozialdemokratische ČSSD Innenminister in der Regierung Stanislav Gross, ein Amt, das er in der Regierung Jiří Paroubek behielt. Von 2006 bis 2012 war er Mitglied des Abgeordnetenhauses. Bei der Senatswahl 2012 wurde er zum Senator für den Wahlkreis Třebíč gewählt.
Bublan ist verheiratet und hat drei Kinder.